# Freddie Perren
Frederick James Perren, detto Freddie (Englewood, 15 maggio 1943 – Chatsworth, 16 dicembre 2004), è stato un compositore, paroliere, produttore discografico arrangiatore, tastierista e direttore d'orchestra statunitense (segnatamente: afroamericano), che conobbe il successo principalmente tra la fine degli anni sessanta e la fine degli settanta.
Facente inizialmente parte del sodalizio chiamato "The Corporation", fu produttore, tra gli altri, di gruppi e cantanti quali The Miracles,  i Jackson 5, Michael Jackson, i New Edition, Johnny Gill, ecc., e fu autore e/o produttore di brani di successo quali I Will Survive di Gloria Gaynor, Boogie Fever dei Sylvers, Love Machine di The Miracles, Shake Your Groove Thing di Peaches & Herb, Give Love on Christmas Day dei Jackson 5, It's So Hard To Say Goodbye to Yesterday, ecc., aggiudicandosi anche due Grammy.

## Biografia
Frederick James Perren era nato ad Englewood, nel New Jersey, il 15 maggio 1943.
Dopo aver frequentato la Englewood's Dwight Morrow High School, nel 1966 si laurea in musica presso la Howard University di Washington.
Inizia quindi ad insegnare in scuole locali e ad esibirsi come tastierista. Nel 1967, conosce colei che tre anni dopo sarebbe diventata sua moglie e in seguito collaboratrice nella composizione di alcuni brani, ovvero Christine Yarian.
Nel 1968, si trasferisce assieme all'amico Fonce Mizell in California, dove conosce Deke Richards, già collaboratore della Motown Records.
Firma quindi un contratto con la Motown Records, diventando un membro di "The Corporation", un gruppo di autori, che oltre a lui, comprende anche Berry Gordy e, appunto, Deke Richards e Fonce Mizell.
Con il gruppo, produce le prime hit dei Jackson 5 e il primo singolo da solista di Michael Jackson, intitolato Ben.
A partire dal 1976, produce The Miracles, "orfani" di Smokey Robinson, per i quali compone le hit Don't Let It End ('Til You Let It Begin) e Do It Baby e produce il loro album di maggiore successo City of Angels.
In seguito, lascia la Motown Records e viene così convinto da Larkin Arnold, un suo vecchio compagno di collage, in forza ora alla Capitol Records, di produrre The Sylvers.
Nel 1978, si aggiudica il Premio Grammy, quale autore di due brani della colonna sonora del film La febbre del sabato sera (Saturday Night Fever).
Nel 1979, è tra gli autori e produttori della hit di Gloria Gaynor I Will Survive, che le vale un altro Grammy.
Negli anni ottanta, la sua carriera conosce certo declino, pur rimanendo attivo, in particolare come produttore dei New Edition.
Nel 1993, è vittima di un colpo apoplettico, che 11 anni dopo lo condurrà alla morte, avvenuta nella sua casa di Chatsworth (Los Angeles) il 16 dicembre 2004, all'età di 61 anni. Oggi riposa nel Forest Lawn Memorial Park di Los Angeles, California.

## Composizioni (Lista parziale)[4]
- ABC
- All I Want
- All That I Got Is You
- Bless You
- Boogie Fever
- Do it Baby
- Give Love on Christmas Day
- Heaven Must Be Missing an Angel
- Hot Line
- I Want You Back
- I Will Survive
- It's So Hard to Say Goodbye to Yesterday
- The Love You Save
- Makin' It
- Mama's Pearl
- Maybe Tomorrow
- O.P.P.
- Reunited
- Shake Your Groove Thing
- Sugar Daddy
- We've Got a Good Thing Going
- If I Can't Have You

## Premi & riconoscimenti[3][5]
- 1978: Premio Grammy per la colonna sonora de La febbre del sabato sera
- 1979: Premio Grammy per I Will Survive